# 聖戈拉茲德峰

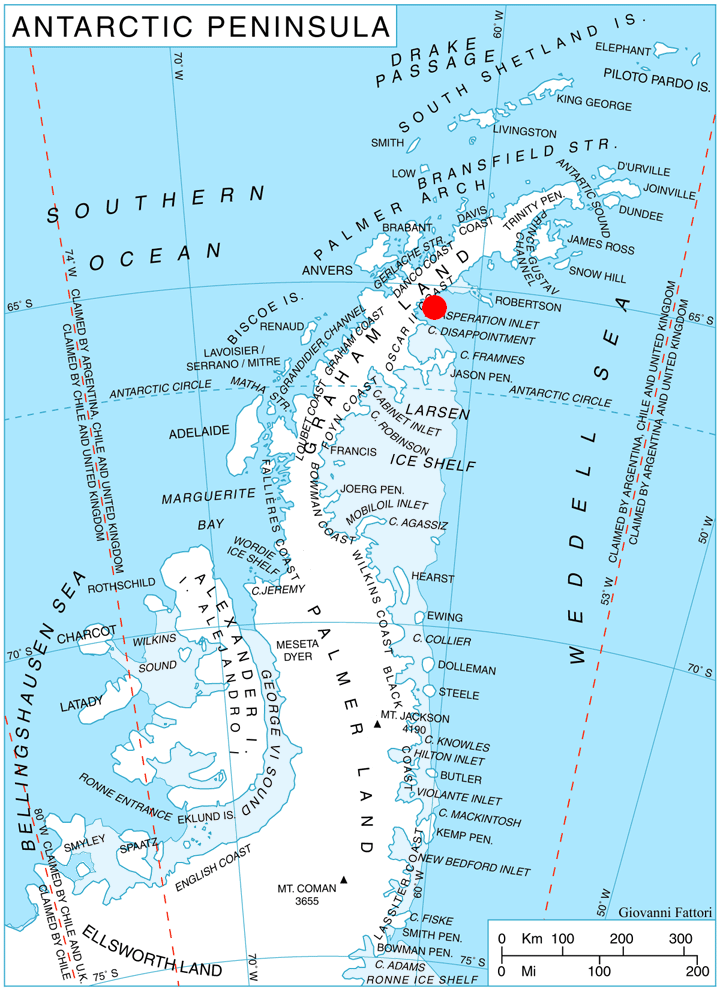

聖戈拉茲德峰（英語：St. Gorazd Peak）是南極洲的山峰，位於奧斯卡二世海岸的波伊布雷內高地東南部，處於拉夫諾戈爾峰以東2.8公里、懷特塞德山以西8.5公里和迪姆恰峰以北2.5公里的布拉戈耶夫格勒半島，海拔高度650米，現時由南極條約體系管理。